# Yusupha Kah
Yusupha Alieu Kah ist ein Diplomat und Politiker aus dem westafrikanischen Staat Gambia.

## Leben
Kah hat 1982 einen Bachelor in Betriebswirtschaft und Management des Lewis Clark State College in Lewiston, Idaho und 1985 einen Master in Wirtschaftspolitik und Planung der Northeastern University in Boston erlangt.
Er trat als wirtschaftlicher Planer 1982 in den öffentlichen Dienst ein und machte Karriere bis 1997 zum Staatssekretär. Als Botschafter in Brüssel vertrat er bis 2005 gambische Interessen in Belgien, Deutschland, Italien, Luxemburg, Niederlande, Polen, Slowakei und Tschechien sowie bei der Europäischen Union. Zugleich war er ständiger Vertreter Gambias u. a. bei der Organisation für das Verbot chemischer Waffen in Den Haag, der WTO in Genf, der FAO in Rom, dem Internationalen Fonds für landwirtschaftliche Entwicklung und dem Welternährungsprogramm der Vereinten Nationen.
Ab 2006 war Kah bei der staatseigenen Gambia Postal Services Corporation als Staatssekretär tätig und später in dieser Funktion beim Büro der Vizepräsidentin und später beim Ministerium für Handel, Industrie und Beschäftigung (englisch Ministry of Trade, Industry and Employment).
Am 22. September 2009 wurde Kah von Präsident Yahya Jammeh ins Kabinett als Minister für Handel, Industrie und Beschäftigung (englisch Minister of Trade, Industry and Employment) berufen und wurde Nachfolger von Abdou Kolley. Am 4. Februar 2010 wechselte Kah in das neugeschaffene Ministerium für Wirtschaftsplanung und industrielle Entwicklung (englisch Minister of Economic Planning and Industrial Development). Das Ressort Handel und Beschäftigung wurde von Baboucarr H. M. Jallow übernommen.
Am 21. Juli 2010 gab Kah das Amt als Minister für Wirtschaftsplanung und industrielle Entwicklung an Mambury Njie ab und wurde Minister für Handel, Regionale Integration und Beschäftigung (englisch Minister of Trade, Regional Integration and Employment) als Nachfolger von Abdou Kolley.
Vom August 2014 bis August 2015 war Kah Botschafter Gambias in Frankreich. Er war zugleich als Botschafter in Rumänien, der Schweiz und Ungarn sowie als ständiger Vertreter Gambias beim Büro der Vereinten Nationen in Genf und bei der UNESCO in Paris akkreditiert.
Im Oktober 2017 wurde er zum ersten Botschafter Gambias mit Sitz in der Schweiz (in Genf) und zum ständigen Vertreter bei den Vereinten Nationen in Genf berufen.

## Ehrungen
Den Orden Member (MRG) erhielt Kah im Mai 2009.